# Rudolf Jordan
Rudolf Jordan (21 de junio de 1902 - 27 de octubre de 1988) fue un político alemán, Gauleiter en Halle-Merseburg y Magdeburg-Anhalt en la época del Tercer Reich. Después de la guerra, fue sentenciado a 25 años en un campo de trabajo forzado de la Unión Soviética. Liberado del campo en octubre de 1955, murió en Múnich en 1988.

## Biografía
Jordan nació en Großenlüder, Hesse-Nassau. Los antecedentes de su familia eran en la agricultura, aunque su padre también era vendedor. Después de terminar Volksschule, Jordan se convirtió en trabajador en la industria armamentista entre 1916 y 1918. Ganó tanto dinero haciendo esto que después de la Primera Guerra Mundial, pudo comenzar a entrenarse como maestro en Fulda. Sin embargo, se involucró en el ejército, sirviendo desde 1920 hasta 1922 como voluntario temporal en la Reichswehr. En 1922, Jordan se convirtió en miembro del Freikorps Oberland, y junto con este servicio terminó su formación docente en 1924. A los 22 años, ya era un maestro Volksschule.
La alta tasa de desempleo en Alemania en ese momento, le impidió encontrar un trabajo de enseñanza, lo que lo llevó a tomar trabajos como trabajador, oficinista o profesional independiente, entre otros, en editoriales y en publicidad. Solo en 1927 pudo obtener un trabajo docente. Trabajó como profesor en, entre otras escuelas, la "Escuela Profesional de Economía y Administración del Ejército" ("Heeresfachschule für Wirtschaft und Verwaltung") en Fulda.
Ya en 1924, Jordan era un orador activo para el Bloque Völkisch-Sozialer y el Deutsch-Völkischer Reichspartei, [1] sin ser miembro de ninguno de ellos. A través de estos grupos de orientación más bien nacionalista, Jordan entró en contacto con el NSDAP, al que se unió el 15 de mayo de 1925. [2]
En 1925, fue el fundador y editor de la publicación mensual völkisch Notung. [1] Los primeros escritos de Jordan salieron:
"Der wissenschaftliche Sozialismus" ("Socialismo científico"), 1925 [3]
"Deutschland als Kolonie der Wallstreet" ("Alemania como la colonia de Wall Street"), 1925 [3]
En 1926 emigró a Australia, regresando a Alemania en 1927. [1]
el 17 de noviembre de 1929 [1] Jordan ingresó en la etiqueta provincial de Hesse-Nassau para el NSDAP, y en diciembre del mismo año fue elegido como el único concejal de la ciudad del NSDAP de Fulda. Debido a este nombramiento, fue despedido de su trabajo docente el 22 de diciembre de 1929. [1] También en noviembre de 1929, [1] Jordan fundó el periódico del partido Der Fuldaer Beobachter [1] ("The Fulda Observer"), cuyo nombre fue prestado libremente del periódico oficial del Partido, el Völkischer Beobachter.
En 1930, Jordan se convirtió en Aussenpolitischer Schriftleiter [1] (editor de política exterior) del periódico NSDAP Gau Der Sturm (The Storm), cuyas oficinas estaban en Kassel.
El 19 de enero de 1931, Gregor Strasser convocó a Jordania a Múnich, y fue recibido personalmente por Adolf Hitler, quien lo nombró Gauleiter de Halle-Merseburg. [4] Luego comenzó a ascender dentro de las filas del Partido, actuando como miembro del Landtag prusiano entre el 24 de abril de 1932 y el 14 de octubre de 1933 [4] y siendo nombrado miembro del Consejo de Estado de Prusia e hizo un SA Gruppenführer. También fue editor del Mitteldeutschen Nationalzeitung (Halle) y del semanario Der Kampf (The Struggle). [4] En marzo de 1933 llegó su nombramiento como Plenipotenciario para la Provincia de Sajonia en el Reichsrat y en noviembre de 1933 su elección como miembro del Reichstag. El 20 de abril de 1937, Adolf Hitler lo nombró personalmente Reichsstatthalter (Gobernador del Reich) en Brunswick y Anhalt y NSDAP Gauleiter de Magdeburg-Anhalt. Jordan fue sucedido como Gauleiter de Halle-Merseburg por Joachim Albrecht Eggeling. En el mismo año llegó la promoción de Jordan a SA-Obergruppenführer.
El 6 de junio de 1932, escribió a Gregor Strasser sobre los supuestos orígenes judíos de Reinhard Heydrich, el jefe del Sicherheitsdienst, el servicio de inteligencia de las SS. Strasser pasó la carta de Jordan al principal investigador racial del NSDAP, el Dr. Achim Gercke, quien desestimó la acusación. [4]
En 1939, Jordania, Jordan se convirtió en Jefe del Gobierno Provincial de Anhalt y Reichsverteidigungskommissar (Comisario de Defensa del Reich, o RVK) en el Distrito de Defensa XI. El 18 de abril de 1944 llegó el último salto de Jordan en la carrera profesional cuando fue nombrado Alto Presidente (Oberpräsident) de la Provincia de Magdeburgo. En los últimos días de la guerra, Jordan logró pasar a la clandestinidad con su familia bajo un nombre falso.

### Postguerra
El 30 de mayo de 1945, fue arrestado por los británicos, y en julio del año siguiente, los aliados occidentales lo entregaron a los soviéticos. A fines de 1950, después de cuatro años bajo custodia en la zona de ocupación soviética, Jordan fue sentenciado a cumplir 25 años en un campo de trabajo forzado de la Unión Soviética. Solo la visita del canciller federal Konrad Adenauer a Moscú logró persuadir a los soviéticos para que reconsideraran la sentencia de Jordan, y luego fue puesto en libertad el 13 de octubre de 1955. En los años venideros, Jordan se ganó la vida como representante de ventas y trabajó como administrador para un empresa de fabricación de aviones. Murió en Munich. Publicó su autobiografía sobre su tiempo como Gauleiter y en cautiverio, "Experimentó y sufrió. El camino de Gauleiter de Munich a Moscú", que no mostró indicios de que estuviera dispuesto a asumir la responsabilidad de los acontecimientos en la Alemania nazi. [5]

## Publicaciones
1971: "Erlebt und erlitten. Weg eines Gauleiters von München nach Moskau" ("Experimentado y sufrido. Un camino de Gauleiter de Munich a Moscú")
1974: "Im Zeugenstand der Geschichte. Antworten zum Thema Hitler" ("Sobre la posición de los testigos de la historia. Respuestas sobre el tema de Hitler")
1984: "Der 30. Juni 1934. Die sog." Röhm-Revolte "und ihre Folgen aus der Sicht eines Erlebniszeugen" ("El 30 de junio de 1934. La llamada" Revuelta Röhm "y sus secuelas desde el punto de vista de un testigo Ver")